# Огнена сърнелка
Огнената сърнелка (Lepiota ignivolvata) е вид неядлива базидиева гъба от семейство Печуркови (Agaricaceae).

## Описание
Шапката достига до 12 cm в диаметър. напредване на възрастта се разперва от полукълбовидна до плоска. На цвят е белезникава, в средата със заоблена медено- или червеникаво-кафява гърбица. В посока към периферията има концентрично разположени люспици, които са по-светли от гърбичката. Пънчето достига до 15 cm височина и е цилиндрично, право или леко закривено. То има характерен пръстен, който при по-младите гъби прилича на две разположени срещуположно пръстенчета, разделени от кафеникава ивица. Месото е бяло, крехко, в основата на пънчето кафеникаво или червенеещо. Има неприятен вкус и мирис, поради което гъбата се счита за неядлива.

## Местообитание
Среща се сравнително рядко през юли – октомври. Расте поединично или на малки групи в широколистни или смесени гори.